# Вакцеи
Вакцеите (Vaccaei) са древно племе. През 3 век пр.н.е. са обитавали Пиренейския полуостров в северна Испания.
Принадлежат към културната група келтибери.
Техен главен град е днешният Паленсия. През ранното средновековие вакцеите стават синоним за васконите.